# HEPCO
Heavy Equipment Production Company (HEPCO) es una corporación iraní con sede en Arak que produce maquinaria de construcción, maquinaria agrícola, material rodante, material remolcado, camiones y equipamiento para la industria petrolera, gasífera, de generación de energía, metalífera y minera. HEPCO es el fabricante de maquinaria de construcción más grande en el Oriente Medio. Esta compañía tiene 1,500 empleados con una capacidad de producción anual de 4,800 unidades.
HEPCO tiene cooperación con compañías como: Volvo, Komatsu, Liebherr, New Holland, Caterpillar, Hyster, XCMG, Ingersoll Rand, Case IH, Deutz, Cummins, Landini, Siemens, Alstom, Doosan, ELIN, YTO Group, Berco, Carraro, Foton Motor, Rexroth y Sauer.